# Eloise (Obitelj Soprano)
"Eloise" je 51. epizoda HBO-ove televizijske serije Obitelj Soprano i 12. u četvrtoj sezoni serije. Napisao ju je Terence Winter, režirao James Hayman, a originalno je emitirana 1. prosinca 2002.

## Radnja
Nastavlja se suđenje Junioru Sopranu, a tužitelj Castleman u završnom izlaganju iznosi dokaze prikupljene u uredu dr. Schrecka. Junior zaprijeti pogledom agentici koja je glumila medicinsku sestru, a Bobby Baccalieri nadgleda porotnike. Eugene Pontecorvo i Dogsy dohvate porotnika Dannyja Scalercia u kupnji sa sinom. Eugene zastraši Dannyja govoreći o njegovoj obitelji te mu kaže kako znaju da će učiniti pravu stvar.
Little Carmine i Johnny Sack sastaju se na golf igralištu te čekaju Carminea, Sr. Nakon što je ovaj stigao, ponizi sina upitavši ga je li nanio kremu za sunčanje. Little Carmine im ispriča o svojem sastanku s Tonyjem. Johnny i Little Carmine pokušaju uvjeriti Carminea da mora smanjiti svoje potraživanje od 40% od Tonyjeve zarade iz prijevare Ureda za građenje i urbani razvoj. Carmine ponovno uvrijedi svoga sina rekavši mu kako bi bio ponosan da mu je Tony sin. To navodi Little Carminea da kaže ocu kako je Tony prigovarao zbog razmirice oko procjenitelja. Little Carmine objašnjava kako je bi dio problema moglo biti prijateljstvo između Johnnyja i Tonyja. Stariji Carmine se razljuti i udari svojom golf palicom.
Tony i Silvio dolaze na sastanak s Johnnyjem Sackom u Carmineovu novom restoranu, koji se ubrzo treba otvoriti. Tony se naljuti nakon što je saznao kako Carmine neće biti prisutan na sastanku zbog "obiteljskih obveza". Johnny ponudi 40% na buduće poslove umjesto na sve građevinske. Tony i Silvio ostaju neimpresionirani te odlaze, odlučni u namjeri da Carmineu pošalju poruku. Little Paulie Germani zajedno s Peteyjem i Alfiejem vandalizira Carmineov novi restoran. 
Johnny kasnije posjećuje Carminea koji mu naređuje da obustavi posao na projektu Esplanade. Vito Spatafore, Patsy i Benny Fazio šokiraju se dolaskom predstavnika sindikata na gradilište koji obustavlja radove. Sindikalist Dave Fusco kaže im razlog: zapošljavanje nesindikalnih radnika. Vito se sastaje sa Silviom i Tonyjem kako bi razgovarao o problemu s gradilištem. Tony odlučuje da je najbolje pričekati da Carmine povuče prvi potez, jer će obojica izgubiti novac ako se gradnja obustavi.
Tony odlazi na potajni sastanak s Johnnyjem Sackom, gdje ga Johnny podsjeća na njihovo dugo prijateljstvo. Johnny kaže Tonyju kako zbog samog Carminea želi da se ovaj dozove pameti kad je u pitanju projekt Esplanade. Tony propituje Johnnyjeve motive razgovaranja s njim o tome. Johnny natukne kako će svađa završiti ako se nešto dogodi Carmineu. Tony ostaje u šoku.
U domu Sopranovih, Carmela i A.J. razgovaraju o referatu kojeg on piše o Billyju Buddu —- on nije primijetio homoseksualni kontekst. Stiže Furio i počne razgovor o uređivanju svoje kuće s Carmelom: ona mu kaže kako bi mu njezin otac mogao pomoći. Furio komplimentira Carmelinim pecivima, dok Tony silazi i uzima prvo što mu došlo pod ruku. Kaže Carmeli kako im je rezervirao put na Floridu te se iznenadi njenom nevoljkošću za putovanjem. Dok ga Furio vozi, Tony se žali na Carmelino ponašanje. Furio se jedva uspijeva obuzdati kad Tony počne vrijeđati Carmelu.
Carmela kasnije posjećuje Furiovu kuću kako bi razgovarala o dekoriranju. Furio joj kaže kako je ona posebna žena, ali u tom trenutku dolazi jedan od izvođača radova njezina oca. 
Tonyja, Furia, Silvia, Patsyja i Briana Cammaratu u kasinu poglavice Smitha zabavlja Marty Schwartz. Silvio i Patsy odlaze dok se Tony i Brian nastavljaju zabavljati. Furio odbija ponudu da se zabavi s jednom od djevojaka. Brian počne izvoditi gluposti i ekipa se sprema za odlazak, ali moraju pričekati limuzinu. Jedna od djevojaka preporuči helikopter. Marty nazove poglavicu Smitha koji im odobrava da ga iskoriste na putu kući. Brian na putu prema helikopteru počne povraćati, a Tony se odlučuje pomokriti. On i Furio stoje pokraj repnog rotora, a Furio, koji je cijelu večer bio tih i nervozan, zgrabi Tonyja kao da će ga gurnuti prema rotoru. Nakon što ga osupnuti Tony upita što radi, Furio mu kaže kako je stajao preblizu elisi.
Tony sljedećeg dana upita gdje je Furio (koji kasni) i kaže Carmeli kako će se vratiti u krevet jer je mamuran. Čim je on otišao na kat, ona naziva Furia, ali dobiva automatsku sekretaricu. Meadow naziva kako bi pozvala roditelje na večeru u njezinu novom stanu. Carmela odlazi do Furiove kuće, ali ne pronalazi auto na prilazu. U crkvi, Carmelina prijateljica joj kaže kako je Furio ponudio kuću na prodaju. Carmela odmah odlazi onamo, ali je kuća potpuno prazna dok ispred nje stoji natpis za prodaju. Tony kasnije otkriva kako je se Furio vratio u Napulj te prenosi novosti Carmeli, što nju potpuno shrva.
Carmela i Rosalie večeraju u Nuovo Vesuviu, a Carmela kaže prijateljici o svojim nevoljama s Furiom. Nakon što Rosalie sugerira kako je Tony mogao saznati da postoji nešto između njih dvoje i nešto učiniti Furiu, Carmela se uzruja i ode u zahod.
Carmela, Tony i A.J. stižu u New York City na Meadowinu večeru. Tony se iznimno sviđa Meadowinim prijateljima jer s njima zbija šale, iako pogrešno pretpostavi kako je Colin lezbijka. Finn razgovara o A.J.-evim planovima za fakultet: on očekuje kako će pohađati Sveučilište Rutgers. Nakon što A.J. otkrije kako je dobio C iz referata, otkriva se da i Carmela, kao i njezin sin, nije primijetila homoseksualni kontekst u Billyju Buddu. A.J. kaže kako je njegov profesor g. Wegler rekao kako je to "homoseksualna knjiga". Obično slobodoumna Carmela odbaci tu ideju s gađenjem. Nakon što Meadow istakne njezinu grešku (naglasivši kako je književna kritičarka, Leslie Fielder, stručnjak na tom području, predavala na Columbiji), ona se usprotivi takvoj ideji i ustraje na tome da Billy Budd nema veze s homoseksualnošću. Carmela tijekom večere postaje sve očajnija.
Carmela kasnije ostaje sama kući te se rasplače kad je Meadow nazove da se dogovore za njihov tradicionalni ručak u Plaza Hotelu na njezin rođendan. Nakon što je stigla na ručak, Carmela se doima rastreseno, a ona i kćer se posvađaju. Meadow kaže kako bi se mogla preseliti u drugu školu i odustati kao Carmela. Carmela se ispriča kćeri, ali joj Meadow kaže kako bi mogla otići na drugo sveučilište kako bi bila bliže Finnu. No Carmela joj kaže kako će se vratiti kad joj zatreba novac.
Kasnije kod kuće, Tony upita Carmelu za ručak: ona mu kaže kako je prošao užasno i kako ne bi imala ništa protiv da nikad više ne vidi Meadow. Tony se šokira, a Carmela se naljuti na njega. On izleti van, rekavši joj kako već ima dosta problema. Pakirajući se za svoj skijaški izlet, Meadow upita A.J.-a o majčinom raspoloženju. On pretpostavlja kako je uzrujana zbog smrti Furiova oca i Furiova povratka u Italiju, te otkriva kako su on i majka mnogo puta posjetili Furiovu kuću. Tony razgovara s Meadow o Carmeli i uvjerava ju da je majka voli te je zamoli da joj malo popusti. Tony spominje kako su on i Carmela zajedno išli na terapiju -— Meadow nije znala ni da sam Tony ide psihijatru. Tony spominje i kako Carmela možda prolazi kroz menopauzu. Umjesto da kaže ocu za Furia, a Meadow odlučuje prihvatiti očevu teoriju.
Pauliejeva majka, Nucci, odlazi u kupnju s Cookie Cirillo i Minn Matrone, a Minn slupa svoj auto. Paulie je posjećuje u bolnici, a Minn za nesreću okrivi Nuccino brbljanje. Paulie se ponudi da ih odvede u grad na izvedbu Producenata. Cookie tijekom večere s Pauliejem i njegovom majkom greškom otkrije kako Minn čuva novac u kući.
U Bada Bingu, Paulie se požali Silviu kako je Tony iskoristio njegova nećaka za vandaliziranje Carmineova restorana; smatra kako je sve namjerno od njega skrivano. Silvio mu kaže kako je njegovo ponašanje primijećeno te da su njegove isplate postale niže od onih drugih kapetana. Paulie kaže Silviu kako nije zabrinut zbog svoga čvrstog prijateljstva s Tonyjem. Razljuti se i kaže Silviu kako je dugo u obitelji, od vremena Johnny Boy Soprana, duže i od samog Silvia. Okrivi Silvia za svoje probleme, rekavši kako je sve počelo kad je morao skupljati njegov novac i završio u Pine Barrensu. 
Paulie odlazi na vjenčanje i pokuša pristupiti Carmineu. Pokuša razgovarati o svađi između dviju obitelji, ali kad ga Carmine uopće ne prepozna i otkrije kako mu ga Johnny Sack nikad nije spomenuo, Paulie shvaća kako bi njegova promjena obitelji mogla biti preuranjena. Kasnije provaljuje u Minninu kuću i počne tražiti novac. Ona ga iznenada prekine, a on se pokuša izvući. Međutim, Minn poznaje njegovu prošlost i vjeruje kako je došao kako bi je opljačkao. Paulie je isprva pokuša smiriti, ali nakon što ona počne vikati upomoć i udari ga u prepone, on je uhvati i uguši jastukom. Uzima novac i dostavlja veliku omotnicu Tonyju. Nakon što Johnny nazove na telefon, Tony ga pošalje van iz sobe. Nervozni Paulie počne prisluškivati iza vrata.

## Glavni glumci
- James Gandolfini kao Tony Soprano
- Lorraine Bracco kao dr. Jennifer Melfi *
- Edie Falco kao Carmela Soprano
- Michael Imperioli kao Christopher Moltisanti *
- Dominic Chianese kao Corrado Soprano, Jr.
- Steven Van Zandt kao Silvio Dante
- Tony Sirico kao Paulie Gualtieri
- Robert Iler kao A.J. Soprano
- Jamie-Lynn Sigler kao Meadow Soprano
- Aida Turturro kao Janice Soprano *
- Drea de Matteo kao Adriana La Cerva *
- Steve Schirripa kao Bobby Baccalieri
- Vince Curatola kao Johnny Sack
- John Ventimiglia kao Artie Bucco *
- Federico Castelluccio kao Furio Giunta

* samo potpis

### Gostujući glumci
| - Ray Abruzzo kao Little Carmine Lupertazzi - Sharon Angela kao Rosalie Aprile - Fran Anthony kao Minn Matrone - Anna Berger kao Cookie Cirillo - Jolan Boockvor kao konobarica - Elaine Bromka kao Ellen McDermott - Carl Capotorto kao Little Paulie Germani - Max Casella kao Benny Fazio - Dan Castleman kao tužitelj Castleman - Matthew Del Negro kao Brian Cammarata - France Esemplare kao Nucci Gualtieri - Buddy Fitzpatrick kao liječnik hitne službe - Robert Funaro kao Eugene Pontecorvo - Joseph R. Gannascoli kao Vito Spatafore - Michael Goduti kao Alfie - Jerry Grayson kao Marty Schartz - Dan Grimaldi kao Patsy Parisi - Kevin Interdonato kao Dogsy | - Will Janowitz kao Finn DeTrolio - Chuck Lewkowicz kao predsjednik porote - Natalie Light kao prostitutka - Tony Lip kao Carmine Lupertazzi - Mark Lotito kao Dave Fusco - Bruce MacVittie kao Danny Scalercio - Jeffrey M. Marchetti kao Petey - Marilyn Matarrese kao Darlene - Brian McCormack kao Greg Erwitt - Carmine Mitore kao Zi' Pepin - Evan Neuman kao Colin McDermott - Aleksa Palladino kao Allesandra - Mario Pane kao ujak Zio - Richard Portnow kao odvjetnik Melvoin - Joe Pucillo kao Beppy Scerbo - Gay Thomas-Wilson kao medicinska sestra - Richard Vitiello kao Joey Numbers |

## Prva pojavljivanja
- Finn DeTrolio: Meadowin dečko.

## Umrli
- Minn Matrone: Paulie Walnuts je zadavi nakon što joj je pokušao ukrasti novac pri čemu ga je uhvatila na djelu.

## Naslovna referenca
- Naslov se odnosi na portret "Eloise" u Plaza Hotelu, koji se temelji na istoimenoj zbirci knjiga. Carmela i Meadow imaju tradiciju ručavanja ispred te slike.

## Reference na druge medije i događaje
- Kad Meadow spominje kako će s prijateljima ići na skijanje, Carmela je upozori da bude oprezna, i da se prisjeti što se dogodilo Sonnyju Bonu. Pjevač, glumac i političar Bono poginuo je u skijaškoj nesreći 1998.
- Potkraj epizode, Carmela na televiziji gleda film Kako se udati za milijunaša.

## Glazba
- Tijekom obiteljskog posjeta Sopranovih Meadow u New Yorku svira "New Slang" The Shinsa.
- Tijekom odjavne špice svira "Little Bird" Annie Lennox.
- U pozadini scene sa Silviom i Pauliejem svira Metallicina obrada pjesme "The Small Hours" sastava Holocaust.
- U uredu Bada Binga, kada Paulie Tonyju daje veliku omotnicu s novcem svira "Real Fonky Time" Dax Ridersa.

## Vanjske poveznice
- Eloise u internetskoj bazi filmova IMDb-a